# はぎのたえこ
はぎのたえこ（生年月日不詳）は、福岡市出身のイラストレーター。以前はK.タエコという名前を使用していたが、現在は本名のはぎのたえこで活動。2025年3月にこれまでのホームページ(q-taeko,com）から移行し、現在のホームページはhttps://hello8207.wixsite.com/taeko-portforios/

## 略歴
1985年より本格的にイラストレーターとして活動を開始。
オイルパステルによるあたたかく、なつかしさを感じる画風で活躍。
2012年、第4回イラストレーション通信イラストレーション・コンペで金賞を受賞。
イラストレータ—ズ通信会員、日本イラストレーション協会会員、東京イラストレーターズ・ソサエティ会員。
作品に『伝説のエンドーくん』、『誓約』、『江戸屋敷渡り女中お家騒動記』 、中学校国語教科書表紙ほか。
　

## 作品

### 文庫本・書籍
- 『湖上の舞: 備中高松城目付異聞』鈴木英治著 (2009年、徳間書店) 文庫カバー
- 『伝説のエンドーくん』まはら三桃著 (2014年、小学館刊) 書籍カバー
- 『誓約』薬丸岳著 (2015年、幻冬舎刊) 書籍カバー
- 『江戸屋敷渡り女中お家騒動記』桑島かおり著 (2015年、だいわ文庫) 文庫カバー
- 『幸せであるように』一色伸幸著 (2015年、幻冬舎文庫) 文庫カバー
- 『ひかり生まれるところ』まはら三桃著 (2016年、小学館刊) 文庫カバー
- 『年鑑イラストレーターズ通信2017』 (2017年、彩音インターナショナル) カバーイラスト
- 『北溟の三匹: 銅信左衛門剣錆録』幡大介著 (2017年、徳間書店) 文庫カバー
- 『伊達の味噌騒動: 銅信左衛門剣錆録2』幡大介著 (2017年、徳間書店) 文庫カバー
- 『GIプリン』渡辺淳子（2017年、光文社刊）文庫カバー
- 『まっすぐな地平線』森島いずみ（2017年、偕成社刊）文庫カバー
- 『剣閃奔る なまけ侍 佐々木景久』鵜狩三善（2024年、アルファポリス文庫）文庫カバー

### 雑誌・機関誌
- 西日本新聞社情報誌「Bi:Ki」白石一文エッセイ挿し絵
- TOTOユニオン機関誌「equbon」挿し絵
- HITO病院機関誌「HITO NEWS」表紙イラスト
- 集英社「小説すばる」挿し絵

### 教科書
- 『新しい国語3』東京書籍 平成28年度版中学国語1年教科書 表紙
- 『新しい国語2』東京書籍 平成28年度版中学国語2年教科書 表紙
- 『新しい国語1』東京書籍 平成28年度版中学国語1年教科書 表紙
- 『トロッコ』芥川龍之介作 東京書籍 平成28年度版中学国語1年教科書 挿し絵

### イラスト
- サントリー グルコサミン＆コンドロイチン 広告イラスト
- やまや 年賀状イラスト
- 大分カメラ ホームページイラスト
- ツール・ド・ちゃんぽん ポスター（2012年/2013年）

## 賞歴
- 第3回イラストレーション通信 イラストレーション・コンペ 入選（2011年）
- 第4回イラストレーション通信 イラストレーション・コンペ 金賞(2012年)
- ギャラリーハウスMAYA「装画を描くコンペ」Vol.12 準・平川彰賞(2012年)
- 第13回 TIS公募展 入選 (2015年)
- ギャラリーハウスMAYA「装画を描くコンペ」Vol.15入選(2015年)